# Euderma maculatum
Euderma maculatum é um morcego pertencente a família Vespertilionidae. Pode ser encontrada no México, Estados Unidos da América e Canadá. É a única espécie descrita para o gênero Euderma.
Segundo Tuttle (2015), essa espécie alimenta-se quase que exclusivamente de mariposas e estas possuem "ouvidos" -conhecidos por timpana- que são sintonizados na frequência de ecolocalização da maioria dos morcegos (20-60kHz); para driblar esse fato, o E. maculatum usa gritos de caça concentrados próximo aos 10kHz. 
Desse modo, ele tem duas vantagens: 
1. Mariposas só se apercebem dos morcegos quando é tarde demais para tentar qualquer manobra evasiva;
2. auxilia na comunicação entre os outros indivíduos, para que a sobreposição territorial seja impedida.